# Feštetići
Feštetići ili Festetići (na mađarskom: Festetics), hrvatska velikaška obitelj podrijetlom iz Turopolja, koja ima ili je imala članove ili rasprostranjene ogranke u više zemalja u okviru nekadašnje Habsburške monarhije - Hrvatskoj, Ugarskoj, Austriji, Slovačkoj i Češkoj, te izvan nje, u Njemačkoj, Italiji, Argentini, Francuskoj, Belgiji i Nizozemskoj.

## Podrijetlo i najstariji poznati članovi obitelji
Promatrano u kontinuitetu, povijest obitelji Feštetić (u nekim ispravama Festetich, u drugima Ferstetich ili Ferztheschych) seže unatrag više od pet stotina godina.
Začetnikom loze smatra se Petar Feštetić, koji je rođen u drugoj polovici 15. stoljeća (oko godine 1480.) i imao posjede na području Turopolja, jugoistočno od Zagreba. Njegovo ime spominje se u jednom protokolu (zapisniku) iz sredine 16. stoljeća, gdje se navodi njegovo ime Petrus Ferztheschych, kao i da dolazi iz naselja Roženica, koje je danas administrativno u sastavu općine Pokupsko. O njegovom rođenju nigdje nije naveden datum ili barem godina, ali se iz podataka u spomenutom protokolu može zaključiti da je rođen u vrijeme vladavine hrvatsko-ugarskog kralja Matije Korvina (vladao 1458. – 1490.), jer je podrobno opisao neke događaje koji su se zbili u vrijeme obitelji Korvin (čiji je posljednji izdanak, nezakoniti Matijin sin Ivaniš Korvin, umro 12. listopada 1504. godine).
U jednom drugom protokolu iz 1570. godine navodi se ime Mihovila Feštetića, koji je živio kao upravitelj na jednom imanju zagrebačkog biskupa u okolici Zagreba. Ne zna se točna godina njegova rođenja, niti kada je umro, ali po podacima iz protokola može se zaključiti se da je rođen početkom 16. stoljeća, oko 1510. godine, te da je u rodbinskoj vezi s Petrom Feštetićem (vjerojatno njegov sin).
Mihovil je imao dva sina, Lovru i Tomislava, koji su rođeni oko 1540. i naslijedili oca u upravljanju biskupskim imanjem. U jednoj ispravi datiranoj 19. travnja 1570. godine navodi se da su braća za šest ondašnjih forinti kupila jednu parcelu (krčevinu) u Vugrovcu, sjeveroistočno od Zagreba, uz potok Kašinu.
Luka, Matija i Stjepan Feštetić, tri Lovrina sina iz sljedećeg naraštaja obitelji, kupili su, prema ispravi od 13. ožujka 1606., jedan vinograd s vinskim podrumom u Paruževini, sjeverno od Šašinovca, odnosno Sesveta, plativši 20 forinti i 2 denara za njega, što u ono vrijeme i nije bio sasvim beznačajan iznos.
Postoje izvori koji govore da Feštetići zapravo potječu s područja ondašnje jugoistočne Hrvatske, a današnjeg teritorija Bosne i Hercegovine, te da im je početkom 13. stoljeća (točnije 1213. godine) hrvatsko-ugarski kralj Andrija II. dodijelio plemićki naslov, pa se ta godina nalazi i na obiteljskom grbu. Zbog najezde Turaka u 15. stoljeću, članovi obitelji povukli su se iz nesigurnih krajeva i naselili u Turopolju. Ipak, njihove izravne veze s Petrom, Mihovilom ili bilo kojim drugim Feštetićem iz 16. stoljeća, koji su živjeli u široj okolici Zagreba, nema.
Danas u Bosni i Hercegovini postoje nositelji prezimena Festić, koje je prema njihovim saznanjima derivirano iz prezimena Festetić, nakon što je kroz dugi niz godina iz njega otpao slog „et“. Oni su podrijetlom s područja današnje Hercegovine, koja je u 15. stoljeću potpala pod tursku vlast. Postoji, dakle, vjerojatnost da imaju iste korijene kao i Feštetići koji se javljaju u Turopolju. U Sarajevu danas živi obitelj prof. dr. Mustafe Festića, profesora emeritusa Sarajevskog sveučilišta, koji se bavi proučavanjem povijesti svoje obitelji.
U Župnoj crkvi svetog Ilije proroka u Gradini kod Virovitice nalazi se nadgrobna ploča od crvenog mramora na kojoj na latinskom jeziku piše:
OPTIMAE CONJUGI
JOSEPHAE
ANNO MCCCXXXVI
DIE XXII. APRILIS
AETATIS SUD LII
HIC LOCI CONSEPULTA
HOC MONUMENTUM POSUIT
THOMAS FESTETICH
U hrvatskom prijevodu taj epitaf glasi:
NAJBOLJOJ SUPRUZI
JOSIPI
GODINE 1336.
DANA 22. TRAVNJA
NAKON 52 GODINE ŽIVOTA
NA TOM MJESTU ŠTO JE POKOPANA
OVAJ SPOMENIK PODIGNUO JE
TOMO FEŠTETIĆ
Podrobniji podaci o kojoj to Josipi i o kojem Tomi Feštetiću se ovdje radi, nisu poznati, kao ni oni o samoj nadgrobnoj ploči, osobito o tome kako je postavljena i našla se na mramornom podu crkve. Godina 1336. na ploči upućuje na to da je u to vrijeme i nastala, međutim sama crkva na tom je mjestu izgrađena puno kasnije, u 18. stoljeću, što otvara više mogućnosti o povijesti ploče, tim više što se uz crkvu nalazi i mjesno groblje. Sama kvaliteta izrade ploče upućuje na to da je obitelj Tome Feštetića vrlo vjerojatno bila imućna i da je značajno darovala crkvi, pa je moguće da je današnje crkveno zdanje izgrađeno na mjestu nekadašnjeg groba Feštetićâ, a nadgrobna ploča inkorporirana u mramorni pod crkve. 

## Širenje obiteljskih posjeda
Za uspon obitelji početkom 17. stoljeća najzaslužniji je Luka Feštetić, jedan od Lovrinih sinova, rođen oko 1570. godine, čija je druga supruga Katarina potjecala iz ugledne i bogate plemićke obitelji Zakmardi. I Luka je, kao i njegovi preci, bio u biskupskoj službi, kao nadglednik crkvenih imanja. Tadašnji zagrebački biskup Petar Domitrović (stolovao od 1611. do 1628. godine) uzdigao je, dokumentom datiranim 29. veljače 1612. godine, Luku i njegove sinove Pavla i Stjepana, te živuću braću Matiju i Stjepana, u stalež biskupijskog plemstva (predijalista, lat. nobiles praedialisti). Kao predijalisti oni su imali određene privilegije, ali nisu mogli dobiti titulu ispred prezimena, kao ni plemićki grb. 
Hrvatsko-ugarski kralj Ferdinand II. pridonio je daljnjem usponu Feštetićâ, dodijelivši im 25. studenog 1625. godine plemićki naslov i grb. Ta je kraljeva odluka proglašena na zasjedanju Hrvatskog sabora dana 23. ožujka 1626.
Luka Feštetić umro je između 1635. i 1637. godine, jer se u dokumentima kao nadglednik biskupskih posjeda na jesen godine 1637. spominje njegov sin Stjepan. U to su doba članovi obitelji već bili vlasnici značajnih posjeda, proširivši ih na područje tadašnje Križevačke županije.
Najstariji Lukin sin Pavao, rođen oko 1590., bio je oženjen Uršulom Bornemisza, plemkinjom iz ugledne i utjecajne porodice ugarskog podrijetla. Pavlova se obitelj, težeći za boljim uvjetima života, u tridesetim godinama 17. stoljeća preselila u Novi Grad (na mađarskom: Németújvár), koji se u to vrijeme nalazio na teritoriju Ugarske, a danas je to Güssing u austrijskom Gradišću. Pavao je tamo bio tajnik grofa Adama Baćana (mađ. Batthyány) i upravitelj njegovih posjeda. Sposoban i snalažljiv, on je u Ugarskoj stekao značajan imetak, koji je u trenutku njegove smrti 1640. godine imao vrijednost od oko 3.500 forinti i bio temelj budućeg bogatstva njegovih potomaka.  Njegov ogranak uspio je i nadalje napredovati u statusu, moći, bogatstvu i utjecaju, dok su članovi obitelji Feštetić koji su živjeli na teritoriju Hrvatske, ostali na razini nižeg plemstva.

## Ogranci kroz povijest
Među članovima obitelji, koja se tijekom 16. i 17. stoljeća proširila na tada, zbog turskih osvajanja, stiješnjenom području Hrvatskog Kraljevstva nazvanog reliquiae reliquiarum olim inclyti regni Croatiae (ostaci ostataka nekoć slavnog Kraljevstva Hrvatskog), poznati su Mihovilovi sinovi, već spomenuti Lovro i Tomislav, Tomislavov sin Ambrozije, Lovrini sinovi Luka (oko 1570 - oko 1637), Matija (oko 1570 - 1617), Stjepan i Tomislav, zatim Lukini sinovi Pavao (oko 1590 - 1640.), Stjepan i Petar, te Matijini sinovi Andrija, Mihovil i Martin, rođeni krajem 16. ili početkom 17. stoljeća. Zna se još i da je Martin Feštetić imao sina Petra, a ovaj sina Martina, koji je imao Mihovila i Stjepana.
Preselivši se u tadašnju Ugarsku, Pavao Feštetić (oko 1590-1640.) je utemeljio mađarski ogranak obitelji. Naslijedio ga je sin Pavao (mlađi), koji je rođen 23. lipnja 1640. godine, tek nešto prije nego što mu je otac umro. Istaknuvši se kao sposoban vojnik, on je stekao čin podgenerala Habsburške carske vojske za područje Zadunavlja (Transdanubije), dijela Ugarske koji se nalazio na desnoj obali Dunava, odnosno zapadno i južno od te rijeke. Tijekom svog osamdeset godina dugog života (1640-1720), u kojem je u dva braka imao devetoro djece, Pavao je postao vlasnik velikih posjeda na ugarskom teritoriju. Za vrijeme njegova života najveći dio Ugarske oslobođen je turske vlasti, nakon što je ogromna osmanlijska vojska doživjela težak poraz prilikom opsade Beča 1683. godine.
Sinovi Pavla Feštetića (1640-1720), Josip /na mađarskom: József/ (1691-1757) i Krsto /Kristóf/ (1696-1768), pridonijeli su daljnjem prosperitetu obitelji, imajući od 11. kolovoza 1746. godine status ugarskog plemstva i naslov "Feštetići od Tolne", prema svom posjedu u istoimenoj županiji u regiji Južno Zadunavlje. Josip je još prije toga stekao čin generala habsburške carske vojske i imao naslov austrijskog baruna. Njegovi pak sinovi Pavao /Pál/ (1725-1782) i Dragutin /Károly/ (1733-1771) iz sljedeće generacije dobili su 5. studenog 1766. godine ugarsko grofovstvo.
Sve brojnija obitelj Feštetić proširila se tijekom 18. stoljeća i na austrijski dio Habsburške Monarhije. Krstini potomci stekli su posjede na teritoriju Austrije te se trajno na njima naselili ili povremeno u njima boravili. Krstin unuk Juraj (na mađarskom: György) Feštetić stariji (1755-1819) imao je puno kontakata sa svojim rođacima u Hrvatskoj, a godine 1791. kupio je vlastelinstvo Međimurje, najsjeverniji dio Hrvatske, koje se tada administrativno nalazilo u sklopu županije Zala u Kraljevini Ugarskoj. Ta je velika županija obuhvaćala dijelove današnje Mađarske, Hrvatske i Slovenije.
Jurjev unuk Juraj mlađi (rođen u Beču 1815., umro u Beču 1883.), premda nije stalno boravio u Međimurju, osobito je pridonio njegovom gospodarskom razvoju. Najstariji sin Jurja mlađeg Tadej /Tasziló/ (Beč, 1850. - Kestel, 1933.) uspio je da 21. lipnja 1911. bude uzdignut na najviši plemićki naslov što ga je bilo koji član obitelji ikada dosegao, a to je naslov kneza. Njegovi potomci i danas žive u Austriji.
Feštetići su imali imanja i u današnjoj Slovačkoj, počevši već od Pavla (1640-1720), koji je na svom posjedu u mjestu Ság (današnje Sasinkovo, istočno od grada Trnave) i preminuo. Tamo su rođeno i nekoliko njegove djece iz drugog braka, a kasnije još niz njegovih potomaka.
Neki članovi obitelji rođeni su i živjeli u Češkoj (kao na primjer Ernest Ivan Vilim Feštetić (1800-1869), praunuk Josipov, a unuk Pavlov (1725-1782)). Bilo je Feštetića koji su rođeni ili su živjeli u Njemačkoj (npr. Gizela Paula Eugenia Lujza Feštetić, Tadejeva sestrična, rođena je u Heidelbergu 1870., a umrla u Leipzigu 1947.), zatim u Francuskoj (Ilona Jozefina Antonia, sestra Jurja mlađeg, živjela je i umrla u Chamberyju), Italiji, Belgiji, Argentini i drugdje. 
Tijekom prošlosti brojni pripadnici obitelji obnašali su različite visoke državne dužnosti, bili najviše rangirani vojni časnici, političari, diplomati, zatim znanstvenici, umjetnici i drugo.

### Feštetići u Međimurju
Godine 1791. grofovi Feštetići dolaze u posjed Međimurja, najsjevernijeg dijela Hrvatske, koje se, inače, povremeno kroz stoljeća administrativno nalazilo u sklopu ugarske županije Zala. Za cijenu od 1.600.000 forinti od dotadašnjih vlasnika grofova Althan kupio ga je grof Juraj Feštetić stariji. 
Došavši u Međimurje, grofovska obitelj počinje u njemu razvijati poljoprivredu, industriju, obrtništvo i trgovinu. U Čakovcu su u današnjoj zgradi stare bolnice uspostavili upravu svojeg vlastelinstva. Veličina poljoprivrednih površina kojom su raspolagali iznosila je oko 16.000 hektara.
Sredinom 19. stoljeća grof Juraj Feštetić mlađi obnavlja u neogotičkom stilu stari dvorac (kaštel) u mjestu Pribislavec, udaljenom nekoliko kilometara od Čakovca. Taj je kaštel i danas u razmjerno dobrom stanju, te je po mnogima najljepši i najromantičniji od svih dvoraca u županiji. Velike su zasluge Jurja mlađeg za izgradnju željezničke pruge kroz Međimurje, prve u Hrvatskoj uopće, kojom je najsjeverniji dio zemlje dobio izlaz u svijet.
Godine 1923. godine grof Eugen Feštetić, jedan od Jurjevih sinova, koji je bio neženja, prodao je cijeli posjed zajedno s dvorcima, gospodarskim i drugim objektima, te se odselio iz Međimurja. Njegovim odlaskom nestalo je u tom najsjevernijom hrvatskom kraju mnogostoljetno vlastelinstvo i završila era Feštetića, koji su gospodarili njime 132 godine.

### Feštetići u drugim krajevima Hrvatske

#### Novi dvori u Zaprešiću
Početkom 19. stoljeća Feštetići su došli u posjed Novih dvora u Zaprešiću, i to kada se Dragutin (Karlo) Feštetić (1784-1860), unuk grofa Pavla Feštetića (1725-1782) iz mađarskog ogranka obitelji, oženio s Franciskom Sermage, kćeri dotadašnjeg vlasnika zaprešićkog imanja. Njihovo razdoblje u Novim dvorima je značajno po tome što su proširili zdanje dvorca i popravili gospodarske zgrade, a 1821. godine izgradili dvorsku kapelu. Međutim, već 1841. Dragutin Feštetić prodaje imanje s dvorcem grofovskoj obitelji Erdödy, a nešto kasnije (1851.) ono prelazi u ruke hrvatskog bana Josipa Jelačića.

#### Bajnski dvori u Hrvatskom zagorju
Nakon što je 1909. godine umrla poljska grofica Terezija Erdödy Raczyński, udovica grofa Ivana Nepomuka Erdödyja, varaždinskog župana, koja je bila vlasnica Bajnskih dvora u mjestu Gornje Ladanje u sjevernom dijelu Hrvatskog zagorja, taj je dvorac s okolnim imanjem nasljedstvom pripao njezinom nećaku, grofu Samuelu Mirku Feštetiću. U nemirnim vremenima kraja prvog svjetskog rata godine 1918., dok je obitelj Feštetić boravila u Austriji, Bajnski dvori su većim dijelom srušeni i zapaljeni, a brojne umjetnine, dragocjenosti, knjige i inventar u njima uništeni. Feštetići su nakon rata prodali posjed, čiji je jedan dio kupio 1922. godine Varaždinac Janko Bonjeković.

#### Virovitica
U Viroviticu Feštetići dolaze kada se rađa u 1873. Gustavus Alexander, sin Andrije Festetics de Tolna, ministar poljoprivrede Austro-Ugarske monarhije. On je pradjed aktualnog rodonačelnika obitelji. Gustavus Alexander grof Festetics de Tolna bio je upravitelj imanja grofova Pejačević.

## Feštetići u novije doba
Od brojnih i rasprostranjenih ogranaka kroz povijest, pripadnici obitelji Feštetics i u novije doba žive u više zemalja. Osim u Hrvatskoj ima ih danas u Mađarskoj, Austriji, Italiji (u gradu Ivrei u pokrajini Torino), zatim u Njemačkoj, Nizozemskoj, Argentini i drugdje.
Hrvatskih Fešteticsa u novije doba bilo je najviše u Slavoniji, gdje su imali rodbinske veze s više plemićkih obitelji. Osim već spomenute veze s Pejačevićima, oni su, među ostalima, po ženskoj liniji ušli u grofovsku porodicu Janković iz Daruvara.
Današnji članovi u Hrvatskoj potomci su Gustavusa Alexandra Festetics de Tolna, koji je bio oženjen Elzom iz bogate našičke židovske obitelji Goldfinger. U tom se braku 1905. godine rodio sin Gustav (1905. – 1968.), potom Gustavov sin Marijo (1945-2015). Danas je rodonačelnik hrvatskog ogranka obitelji Mario grof Festetics de Tolna (1980.) iz Osijeka, poduzetnik i pravnik. Mario Festetics de Tolna je oženjen ima četvero djece Dora, Nika, Viktor i Karlo Festetics de Tolna. Također, Mario grof Festetics de Tolna ima sestru Dinu koja je udana, živi i radi u Zagrebu.
Gustavus Alexander imao je mlađeg brata Andriju, koji je posjedovao imanje u Brestovcu kod Požege. Njegov sin dr. Miroslav Festetics de Tolna, zvan Fritz, bio je tridesetih godina 20. stoljeća tajnik zagrebačke Komore za trgovinu, obrt i industriju. Poginuo je mlad, za vrijeme Drugog svjetskog rata, tijekom bombardiranja Budimpešte gdje je radio kao trgovački ataše.

## Vanjske poveznice
- Rodoslovlje obitelji Feštetić s češko-mađarskom varijantom njihovih imena
- Feštetići u Pribislavcu
- Feštetići u Brezju  Arhivirana inačica izvorne stranice od 30. listopada 2009. (Wayback Machine)
- Feštetići u Turčišću
- [neaktivna poveznica]
- Samuel Feštetić – vlasnik Bajnskih dvora